# ALICE (小森まなみのアルバム)
『ALICE』（アリス）は、小森まなみの4作目のアルバムである。1993年4月30日、スターチャイルドより発売された。

## 解説
- オリジナルアルバムとしては前作『HERTZ III〜DJ BEAT〜』から約4年ぶりとなる、これは前作発表後結婚・出産の為、活動を休止していた事と、コレクションアルバムを挟んだため。
- 全11曲収録で全曲作詞を小森自身が担当し、約半分の作曲を岡崎律子が手掛ける、今作から小森が書いた詞に岡崎が曲を付けると言うスタイルの楽曲が生まれた。
- 「金の風 銀の舟」は、西脇唯が曲のみを提供した珍しい楽曲である（楽曲提供の場合は作詞・作曲両方、または作詞のみの提供が多い為）。

## 収録曲
1. Believe〜胸いっぱいの勇気〜
  - 作詞：小森まなみ、作曲：池間史規、編曲：山口英次・瀬井広明
2. マリン♡マリン♡マリン
  - 作詞：小森まなみ、作曲：岡崎律子、編曲：長谷川智樹
  - テレビアニメ『魔法のプリンセスミンキーモモ（新）』挿入歌
3. Heart Beat
  - 作詞：小森まなみ、作曲：岡崎律子、編曲：小西真理
4. かなしいうさぎ
  - 作詞：小森まなみ、作曲：岡崎律子、編曲：加藤みちあき
5. キュートにKISS
  - 作詞：小森まなみ、作曲：伊藤銀次、編曲：風祭東
  - テレビアニメ『魔法のプリンセスミンキーモモ（新）』挿入歌
6. 魔法のシグナル
  - 作詞：小森まなみ、作曲・編曲：丸尾めぐみ
  - テレビアニメ『魔法のプリンセスミンキーモモ（新）』挿入歌
7. 金の風 銀の舟
  - 作詞：小森まなみ、作曲：西脇唯、編曲：加藤みちあき
8. Don't Cry Baby〜天使のチャイム〜（HIROKI RE-MIX Version）
  - 作詞・作曲：小森まなみ、編曲：根岸貴幸
9. 素顔のアリス
  - 作詞：小森まなみ、作曲：岡崎律子、編曲：小西真理
10. オリオンの下で逢いましょう
  - 作詞：小森まなみ、作曲：岡崎律子、編曲：小西真理
11. おやすみBaby（MILKY LA-LA-LA Version）
  - 作詞：小森まなみ、作曲：岡崎律子、編曲：長谷川智樹
  - ラジオ『小森まなみのYELLを君に』エンディングテーマ